# Liste der Einträge im National Register of Historic Places im Cleburne County (Alabama)
Die Liste der Registered Historic Places im Cleburne County in Alabama führt alle Bauwerke und historischen Stätten im Cleburne County auf, die in das National Register of Historic Places aufgenommen wurden.

## Aktuelle Einträge
| Lfd. Nr. | Name                       | Bild | Datum der Eintragung | Adresse/Lage                                                                              | Ort          | ID-Nr.   | Beschreibung |
| -------- | -------------------------- | ---- | -------------------- | ----------------------------------------------------------------------------------------- | ------------ | -------- | ------------ |
| 1        | Cleburne County Courthouse |      | 22. Juni 1976        | Vickory St.                                                                               | Heflin       | 76000317 |              |
| 2        | John Morgan House          |      | 5. Aug. 1993         | 321 Ross St.                                                                              | Heflin       | 93000762 |              |
| 3        | Shoal Creek Church         |      | 4. Dez. 1974         | 4 mi. (6,4 km) NW of Edwardsville, on Forest Service Rd. 533 in Talladega National Forest | Edwardsville | 74000404 |              |